# العلاقات اليمنية الموريشيوسية
العلاقات اليمنية الموريشيوسية هي العلاقات الثنائية التي تجمع بين اليمن وموريشيوس.

## مقارنة بين البلدين
هذه مقارنة عامة ومرجعية للدولتين:
| وجه المقارنة                                              | اليمن                   | موريشيوس                 |
| --------------------------------------------------------- | ----------------------- | ------------------------ |
| المساحة (كم2)                                             | 555.00 ألف              | 2.04 ألف                 |
| عدد السكان (نسمة)                                         | 28.25 مليون             | 1.26 مليون               |
| الكثافة السكانية (ن./كم²)                                 | 50.9                    | 617.65                   |
| العاصمة                                                   | صنعاء عدن (عاصمة مؤقتة) | بورت لويس                |
| اللغة الرسمية                                             | اللغة العربية           | لغة إنجليزية، لغة فرنسية |
| العملة                                                    | ريال يمني               | روبي موريشي              |
| الناتج المحلي الإجمالي (بليون دولار)                      | 18.21 مليار             | 13.34 مليار              |
| الناتج المحلي الإجمالي (تعادل القوة الشرائية) بليون دولار | 75.69 مليار             | 25.36 مليار              |
| الناتج المحلي الإجمالي الاسمي للفرد دولار أمريكي          | 1.41 ألف                | 9.25 ألف                 |
| الناتج المحلي الإجمالي للفرد دولار أمريكي                 |                         | 18.59 ألف                |
| مؤشر التنمية البشرية                                      | 0.498                   | 0.777                    |
| رمز المكالمات الدولي                                      | +967                    | +230                     |
| رمز الإنترنت                                              | .ye                     | .mu                      |
| المنطقة الزمنية                                           | ت ع م+03:00             | ت ع م+04:00              |

## منظمات دولية مشتركة
يشترك البلدان في عضوية مجموعة من المنظمات الدولية، منها:
| علم المنظمة | اسم المنظمة                               | تاريخ انضمام اليمن | تاريخ انضمام موريشيوس |
| ----------- | ----------------------------------------- | ------------------ | --------------------- |
|             | يونسكو                                    | 2 أبريل 1962       | 25 أكتوبر 1968        |
|             | مؤسسة التمويل الدولية                     | 22 مايو 1970       | 23 سبتمبر 1968        |
|             | المركز الدولي لتسوية المنازعات الاستشارية | 20 نوفمبر 2004     | 2 يوليو 1969          |
|             | منظمة حظر الأسلحة الكيميائية              | ?                  | ?                     |
|             | مؤسسة التنمية الدولية                     | 22 مايو 1970       | 23 سبتمبر 1968        |
|             | وكالة ضمان الاستثمار متعدد الأطراف        | 12 مارس 1996       | 28 ديسمبر 1990        |
|             | الاتحاد البريدي العالمي                   | ?                  | ?                     |
|             | الاتحاد الدولي للاتصالات                  | 1931               | 30 أغسطس 1969         |
|             | منظمة الشرطة الجنائية الدولية             | ?                  | ?                     |
|             | الأمم المتحدة                             | 30 سبتمبر 1947     | 24 أبريل 1968         |
|             | البنك الدولي للإنشاء والتعمير             | 3 أكتوبر 1969      | 23 سبتمبر 1968        |